# Pittsburghi nemzetközi repülőtér
A Pittsburghi nemzetközi repülőtér (IATA: PIT, ICAO: KPIT) az Amerikai Egyesült Államok egyik nemzetközi repülőtere, amely Pittsburgh közelében található. Éves utasforgalma 8 114 028 fő (2022).

## Futópályák
A repülőtér futópályái:
- 10C/28C (10 775 ft, 150 ft)
- 10L/28R (10 502 ft, 150 ft)
- 10R/28L (11 500 ft, 200 ft, beton)
- 14/32 (8101 ft, 150 ft, beton)

## Forgalom
Az utasforgalom az elmúlt években az alábbi módon változott:
| Utasok száma | 20 556 075 | 19 945 246 | 13 271 709 | 9 987 310 | 8 031 175 | 8 041 357 | 8 128 187 | 8 988 016 | 3 649 270 | 9 196 564 |
|              | 1998       | 2001       | 2004       | 2006      | 2009      | 2012      | 2015      | 2017      | 2020      | 2023      |